# The garden of mirrors
The garden of mirrors is een studioalbum van Stephan Micus. Hij nam het in twee jaar tijd op; Micus zong en speelde het album in zijn eentje vol. Daarbij moet regelmatig overdubs plaatsvinden. Zo zong hij in track 1 twintig stemmen in. Voor dit album bestudeerde hij de muziek in Gambia, zo is de bolombatto een soort harp uit die streken.
In 2000 werd de compact disc meegeleverd bij het boekwerk The deserts of Africa (Die Wüsten Afrikas) met foto’s van Michael Martin, de fotograaf van de platenhoes.

## Musici
- Stephan Micus – stemmen, bolombatto, sinding, suling, percussie, steeldrums , shakuhachi, ney, fluitjes.

## Muziek
| Nr. | Titel                                               | Duur |
| --- | --------------------------------------------------- | ---- |
| 1.  | The garden of mirrors (part 1: Earth)               | 6:24 |
| 2.  | The garden of mirrors (part 2: Passing cloud)       | 5:13 |
| 3.  | The garden of mirrors (part 3: Violeta)             | 6:42 |
| 4.  | The garden of mirrors (part 4: Flowers in chaos)    | 4:36 |
| 5.  | The garden of mirrors (part 5: In the high valleys) | 5:07 |
| 6.  | The garden of mirrors (part 6: Gates of fire)       | 6:08 |
| 7.  | The garden of mirrors (part 7: Mad bird)            | 3:30 |
| 8.  | The garden of mirrors (part 8: Night circles)       | 7:38 |
| 9.  | The garden of mirrors (part 9: Words of truth)      | 5:13 |